# El Tejocote, San Francisco del Rincón
El Tejocote är en ort i Mexiko.   Den ligger i kommunen San Francisco del Rincón och delstaten Guanajuato, i den centrala delen av landet, 300 km nordväst om huvudstaden Mexico City. El Tejocote ligger 1 906 meter över havet och antalet invånare är 149.
Terrängen runt El Tejocote är platt åt nordost, men åt sydväst är den kuperad. Runt El Tejocote är det ganska tätbefolkat, med 124 invånare per kvadratkilometer. Närmaste större samhälle är Sauz de Armenta, 4,9 km norr om El Tejocote. Trakten runt El Tejocote består till största delen av jordbruksmark.